# Martín Garay
Héctor Martín Garay (Mina Clavero, Argentina; 12 de junio de 1999) es un futbolista argentino. Juega de extremo y su equipo actual es el Club Atlético Tigre de la Primera División de Argentina.

## Trayectoria
Garay fue promovido al primer equipo del Estudiantes (BA) en 2017 a los 18 años. Debutó en la Primera B Metropolitana el 30 de junio de 2017 ante Colegiales. Disputó 24 encuentros y anotó un gol en la temporada 2018-19 en la que Estudiantes ganó el ascenso a la Primera Nacional.
Luego de 31 encuentros en la segunda división, en febrero de 2021 Garay fue cedido al Patronato de la Primera División. Antes de partir, el jugador renovó su contrato con Estudiantes hasta 2023. Debutó en primera el 26 de febrero en la derrota por 1-0 ante Defensa y Justicia.
Para la temporada 2022, se fue a préstamo al Atlético Tucumán.
El 13 de enero de 2023, Garay fichó en el Club Tigre.

## Estadísticas
Actualizado al último partido disputado el 28 de enero de 2023
| Club                       | Div.          | Temporada     | Liga  | Liga  | Copas nacionales | Copas nacionales | Copas internacionales | Copas internacionales | Total | Total |
| Club                       | Div.          | Temporada     | Part. | Goles | Part.            | Goles            | Part.                 | Goles                 | Part. | Goles |
| -------------------------- | ------------- | ------------- | ----- | ----- | ---------------- | ---------------- | --------------------- | --------------------- | ----- | ----- |
| Estudiantes (BA) Argentina | 3.ª           | 2016-17       | 1     | 0     | 0                | 0                | —                     | —                     | 1     | 0     |
| Estudiantes (BA) Argentina | 3.ª           | 2017-18       | 23    | 1     | 0                | 0                | —                     | —                     | 23    | 1     |
| Estudiantes (BA) Argentina | 3.ª           | 2018-19       | 24    | 1     | 0                | 0                | —                     | —                     | 24    | 1     |
| Estudiantes (BA) Argentina | 2.ª           | 2019-20       | 20    | 2     | 5                | 0                | —                     | —                     | 25    | 2     |
| Estudiantes (BA) Argentina | 2.ª           | 2020-21       | 11    | 1     | 0                | 0                | —                     | —                     | 11    | 1     |
| Estudiantes (BA) Argentina | Total club    | Total club    | 79    | 5     | 5                | 0                | 0                     | 0                     | 84    | 5     |
| Patronato Argentina        | 1.ª           | 2021          | 26    | 1     | 0                | 0                | —                     | —                     | 26    | 1     |
| Patronato Argentina        | Total club    | Total club    | 26    | 1     | 0                | 0                | 0                     | 0                     | 26    | 1     |
| Atlético Tucumán Argentina | 1.ª           | 2022          | 34    | 0     | 2                | 0                | —                     | —                     | 36    | 0     |
| Atlético Tucumán Argentina | Total club    | Total club    | 34    | 0     | 2                | 0                | 0                     | 0                     | 36    | 0     |
| Tigre Argentina            | 1.ª           | 2023          | 1     | 0     | 0                | 0                | —                     | —                     | 1     | 0     |
| Tigre Argentina            | Total club    | Total club    | 1     | 0     | 0                | 0                | 0                     | 0                     | 1     | 0     |
| Total carrera              | Total carrera | Total carrera | 140   | 6     | 7                | 0                | 0                     | 0                     | 147   | 6     |